# Szefowie i dyrektorzy United States Secret Service
Dyrektor United States Secret Service to najwyższy zarządca w strukturach United States Secret Service.

## Lista

### Szefowie (1869–1965)
| Szef                | Od                   | Do                    | Prezydent                 |
| ------------------- | -------------------- | --------------------- | ------------------------- |
| William P. Wood     | 5 lipca 1865(dts)    | 1869                  | Andrew Johnson            |
| William P. Wood     | 5 lipca 1865(dts)    | 1869                  | Ulysses Grant             |
| Herman C. Whitley   | 1869                 | 1874                  | Ulysses Grant             |
| Elmer Washburn      | 1874                 | 1876                  | Ulysses Grant             |
| James Brooks        | 1876                 | 1888                  | Ulysses Grant             |
| James Brooks        | 1876                 | 1888                  | Rutherford Hayes          |
| James Brooks        | 1876                 | 1888                  | James Garfield            |
| James Brooks        | 1876                 | 1888                  | Chester Arthur            |
| James Brooks        | 1876                 | 1888                  | Grover Cleveland          |
| John S. Bell        | 1888                 | 1890                  | Grover Cleveland          |
| John S. Bell        | 1888                 | 1890                  | Benjamin Harrison         |
| A.L. Drummond       | 1891                 | 1894                  | Benjamin Harrison         |
| A.L. Drummond       | 1891                 | 1894                  | Grover Cleveland          |
| William P. Hazen    | 1894                 | 1898                  | Grover Cleveland          |
| William P. Hazen    | 1894                 | 1898                  | William McKinley          |
| John Wilkie         | 1898                 | 1911                  | William McKinley          |
| John Wilkie         | 1898                 | 1911                  | Theodore Roosevelt        |
| John Wilkie         | 1898                 | 1911                  | William Taft              |
| Wakat               | 1911                 | 1911                  | William Taft              |
| William J. Flynn    | 1911                 | 1917                  | William Taft              |
| William J. Flynn    | 1911                 | 1917                  | Woodrow Wilson            |
| William H. Moran    | 1917                 | 1936                  | Woodrow Wilson            |
| William H. Moran    | 1917                 | 1936                  | Warren Harding            |
| William H. Moran    | 1917                 | 1936                  | Calvin Coolidge           |
| William H. Moran    | 1917                 | 1936                  | Herbert Hoover            |
| William H. Moran    | 1917                 | 1936                  | Franklin Delano Roosevelt |
| Wakat               | 1936                 | 1937                  | Franklin Delano Roosevelt |
| Frank J. Wilson     | 1937                 | 1946                  | Franklin Delano Roosevelt |
| Frank J. Wilson     | 1937                 | 1946                  | Harry Truman              |
| James J. Maloney    | 1946                 | 1948                  | Harry Truman              |
| U.E. Baughman       | 1948                 | 31 sierpnia 1961(dts) | Harry Truman              |
| U.E. Baughman       | 1948                 | 31 sierpnia 1961(dts) | Dwight Eisenhower         |
| U.E. Baughman       | 1948                 | 31 sierpnia 1961(dts) | John F. Kennedy           |
| James Joseph Rowley | 1 września 1961(dts) | 1965                  | John F. Kennedy           |
| James Joseph Rowley | 1 września 1961(dts) | 1965                  | Lyndon B. Johnson         |

### Dyrektorzy (od 1965)
| Dyrektor                   | Od                       | Do                       | Prezydent w tym czasie |
| -------------------------- | ------------------------ | ------------------------ | ---------------------- |
| James Joseph Rowley        | 1965                     | październik 1973         | Lyndon B. Johnson      |
| James Joseph Rowley        | 1965                     | październik 1973         | Richard Nixon          |
| H. Stuart Knight           | październik 1973         | 30 listopada 1981(dts)   | Richard Nixon          |
| H. Stuart Knight           | październik 1973         | 30 listopada 1981(dts)   | Gerald Ford            |
| H. Stuart Knight           | październik 1973         | 30 listopada 1981(dts)   | Jimmy Carter           |
| H. Stuart Knight           | październik 1973         | 30 listopada 1981(dts)   | Ronald Reagan          |
| John R. Simpson            | grudzień 1981            | 1992                     | Ronald Reagan          |
| John R. Simpson            | grudzień 1981            | 1992                     | George H.W. Bush       |
| John Magaw                 | 1992                     | 30 września 1993(dts)    | George H.W. Bush       |
| John Magaw                 | 1992                     | 30 września 1993(dts)    | Bill Clinton           |
| Guy P. Caputo (p.o.)       | 30 września 1993(dts)    | grudzień 1993            | Bill Clinton           |
| Eljay B. Bowron            | grudzień 1993            | 1997                     | Bill Clinton           |
| Lewis C. Merletti          | lipiec 1997              | 1999                     | Bill Clinton           |
| Brian L. Stafford          | 4 marca 1999(dts)        | 27 stycznia 2003(dts)    | Bill Clinton           |
| Brian L. Stafford          | 4 marca 1999(dts)        | 27 stycznia 2003(dts)    | George W. Bush         |
| W. Ralph Basham            | 27 stycznia 2003(dts)    | 31 maja 2006(dts)        | George W. Bush         |
| Mark J. Sullivan           | 31 maja 2006(dts)        | 22 lutego 2013(dts)      | George W. Bush         |
| Mark J. Sullivan           | 31 maja 2006(dts)        | 22 lutego 2013(dts)      | Barack Obama           |
| Wakat                      | 23 lutego 2013(dts)      | 27 marca 2013(dts)       | Barack Obama           |
| Julia A. Pierson           | 27 marca 2013(dts)       | 1 października 2014(dts) | Barack Obama           |
| Joseph Clancy (p.o.)       | 1 października 2014(dts) | 18 lutego 2015(dts)      | Barack Obama           |
| Joseph Clancy              | 18 lutego 2015(dts)      | 4 marca 2017(dts)        | Barack Obama           |
| Joseph Clancy              | 18 lutego 2015(dts)      | 4 marca 2017(dts)        | Donald Trump           |
| William J. Callahan (p.o.) | 4 marca 2017(dts)        | 25 kwietnia 2017(dts)    | Donald Trump           |
| Randolph D. Alles          | 25 kwietnia 2017(dts)    | 1 maja 2019(dts)         | Donald Trump           |
| James M. Murray            | 1 maja 2019(dts)         | 18 września 2022(dts)    | Donald Trump           |
| Kimberly Cheatle           | 18 września 2022(dts)    | 23 lipca 2024(dts)       | Joe Biden              |
| Ronald L. Rowe Jr.         | 23 lipca 2024(dts)       | 22 stycznia 2025(dts)    | Joe Biden              |
| Sean M. Curran             | 22 stycznia 2025(dts)    | nadal                    | Donald Trump           |